# Les Maîtres Laitiers du Cotentin
Les Maîtres Laitiers du Cotentin est une coopérative agricole du secteur laitier qui transforme dans ses usines de Sottevast, Valognes et Méautis, pour les marques Valco (lait), Trappe de Bricquebec, Maîtres Laitiers, Montebourg, Val de Saire (beurre) et Maîtres Laitiers en Normandie (beurre d'Isigny et crème fraîche d'Isigny). 
En 2014, le groupe réalise un chiffre d'affaires de 1,6 milliard d'euros et emploie 4 000 salariés.
En 2019, le groupe réalise un chiffre d'affaires de 1,9 milliard d'euros et compte près de 5 032 salariés.

## Histoire
La société prend sa source dans les premières coopératives laitières qui apparaissent dans la Manche au début du XXe siècle, à Gréville, Benoîtville et Tocqueville (1905), puis à Barneville, Montebourg et Quettehou en 1930. Avec la mise en place de la Politique agricole commune, ces coopératives se regroupent peu à peu au sein de l'Ucalma (créée en 1962) devenue Les Maîtres Laitiers du Cotentin en 1985. En 1986, Les Maitres Laitiers du Cotentin fusionne avec la coopérative Valco. Cette coopérative qui fut créée en 1931 à Valognes est à l'origine d'une des premières laiteries à transformer du fromage à raclette en 1974.
En mars 2015, Les Maîtres Laitiers du Cotentin sont condamnés, avec huit autres sociétés, à une amende de 22,9 millions d'euros pour entente sur les prix des produits laitiers.
En août 2016, Les Maîtres Laitiers du Cotentin acquièrent Fromagerie Reo (Etablissements Réaux), une entreprise familiale spécialisée notamment dans la transformation de camembert de Normandie situé à Lessay. L'acquisition est faite par l'intermédiaire de la société Evoling.

## Activités

### Production laitière
En 2019, la coopérative regroupe 1 129 producteurs sur 695 exploitations laitières implantées dans la Manche et en Normandie. Elle est le quatrième employeur privé du Cotentin.
Elle collecte 459 millions de litres de lait sur l'année mars 2019/mars 2020 (croissance de 20 millions de litres de lait par rapport à l'exercice précédent) à un prix de 374,85 euros les 1 000 litres (en hausse de 12,51 euros les 1 000 litres par rapport à l'exercice précédent). Cela représente environ 15 % du marché national.
Les sites industriels sont implantés, à :
- Sottevast, Valognes, Méautis, Lessay (50) : lait, fromages, crème, beurre, faisselles, petits suisses, yaourts,
- Savigny-le-Temple (77) : atelier de découpe de fromages,
- Toulouse (31) : yaourts bio au lait de vache, de chèvre, de brebis.

Les Maîtres Laitiers du Cotentin sont propriétaires des marques Campagne de France, La Mère Richard, Édouard Conus, Réo et Yo’Gourmand.
La coopérative possède une holding industrielle Evoling chargée de la croissance externe. La holding Evoling a acheté la Fromagerie Reo en 2016 et Yéo à Toulouse en mars 2017. Yéo est le leader des yaourts Bio à marques de distributeur.
Les Maîtres Laitiers du Cotentin sont leader européen de la production de fromage frais pour la restauration hors foyer (RHF) et la grande et moyenne distribution (GMS).

### Logistique
La coopérative possède une holding de distribution France Frais constituant un réseau de 129 grossistes implantés dans toute la France.
En juillet 2020, France Frais a conclu un partenariat avec la coopérative C'est qui le Patron ?! pour distribuer les produits de cette dernière auprès des professionnels de la restauration.

### Sponsor sportif
Les Maîtres Laitiers du Cotentin par l'intermédiaire de la marque Campagne de France sont le sponsor du voilier qui a remporté la course Royal Ocean Racing Club en 2017.